# Bactrodesmiella novae-zelandiae
Bactrodesmiella novae-zelandiae är en svampart som beskrevs av S. Hughes 1989. Bactrodesmiella novae-zelandiae ingår i släktet Bactrodesmiella, divisionen sporsäcksvampar och riket svampar.   Inga underarter finns listade i Catalogue of Life.